# Alconeura necopinata
Alconeura necopinata är en insektsart som beskrevs av Griffith 1938. Alconeura necopinata ingår i släktet Alconeura och familjen dvärgstritar.
Artens utbredningsområde är Kalifornien. Inga underarter finns listade i Catalogue of Life.